# Wiktor Josifow
Wiktor Josifow (bulgarisch Виктор Йосифов, englische Transkription: Viktor Yosifov; * 16. Oktober 1985 in Omurtag) ist ein bulgarischer Volleyballspieler.

## Karriere
Josifow begann seine Karriere 2004 im Universitätsteam von Schumen. 2006 ging er zu Tscherno More Warna. Drei Jahre später debütierte er in der bulgarischen Nationalmannschaft, mit der er bei der Europameisterschaft 2009 den dritten Platz belegte. Anschließend wechselte er nach Italien zu M. Roma Volley. Mit den Römern schaffte der Mittelblocker 2010 den Aufstieg in die erste Liga. In der Saison 2011/12 spielte Josifow beim Ligakonkurrenten Pallavolo Modena. 2012 erreichte er mit Bulgarien bei den Olympischen Spielen in London den vierten Platz. Nach dem Turnier wechselte er zu BCC-NEP Castellana Grotte. Seit 2013 spielt Josifow in der deutschen Bundesliga beim VfB Friedrichshafen. In der Saison 2014/15 schaffte er mit dem VfB Friedrichshafen das nationale Double aus Meisterschaft und DVV-Pokalsieg.